# Comuna Klîșkî, Șostka
Klîșkî (în ucraineană Клишки) este o comună în raionul Șostka, regiunea Sumî, Ucraina, formată din satele Holodivșciîna, Klîșkî (reședința), Kîiivske, Solotvîne, Velîkîi Lis și Zabolotne.

## Demografie
Componența lingvistică a comunei Klîșkî
     Ucraineană (95,57%)
     Rusă (4,24%)
     Alte limbi (0,12%)
Conform recensământului din 2001, majoritatea populației comunei Klîșkî era vorbitoare de ucraineană (95,57%), existând în minoritate și vorbitori de rusă (4,24%).